# Brodarics István
Brodarics István vagy humanista nevén: Stephanus Brodericus, horvátul: Stjepan Brodarić, (Polyána, Körös megye, 1480 körül, október 20. – Vác, 1539. november 7.) szerémi, pécsi, majd váci püspök, II. Lajos magyar király kancellárja, a mohácsi csata történetének magyar krónikása.
Nevét többnyire Brodericusnak, néha Brodarithnak írta.

## Élete
Középnemesi családban született. A Padovai Egyetemen tanult, majd 1536-ban beiratkozott még a Bolognai Egyetemre is. Itáliából hazatérve zágrábi kanonok. 1506-ban Esztergomban dolgozott Bakócz Tamás mellett. 1512-ben Szatmári György, nagyváradi püspöknek korlátnoki titkárja volt. 1517. március 25.-én címerbővítő oklevelet kapott öccsével, polyanai Brodarics Mátyással, és annak a gyermekeivel együtt. Brodarics Mátyás, királyi udvarnok volt II. Lajos magyar király korában, majd 1547-ben máramarosi sókamaraispánként tevékenykedett.
Brodarics Mátyás második felesége a Zala vármegyei származású csébi Pogány Sára úrnő volt, csébi Pogány János lánya, csébi Pogány Imre és az Osl nemzetségbeli herbortyai Osl Borbála unokája. E házasság révén Mátyás és neje, majd két lánya, osztopáni Perneszy Andrásné polyanai Brodarics Katalin és osztopáni Perneszy Farkasné polyanai Brodarics Klára, jelentős zalai birtokállományt örököltek.
1522-től pécsi prépost. Ebben a tisztségében többször járt követségben I. Zsigmond lengyel királynál, 1525-ben pedig Rómában VII. Kelemen pápánál, akitől pénzbeli segedelmet kért a török ellen. Ezen utazásából 1525. szeptember 13-án Budára érkezett, 1526. március 11-én a király az ország kancellárjává nevezte ki az időközben szerémi püspökké lett Brodarics Istvánt. Ezen minőségben követte II. Lajost a mohácsi táborba. Brodarics megmenekült a mohácsi vészből és egy ideig Ferdinánd király pártján állt. Miután Szapolyai János ellen megkezdődött a háború, nem akarván abban részt venni, Lengyelországba ment, és a krakkói püspöknél, Tomicky Péternél tartózkodott.
Hogy mikor került onnan vissza, az bizonytalan; de 1535-ben Frangepán Ferenccel és Werbőczy Istvánnal együtt ő alkudozott Bécsben János király (Szapolyai János) részére fegyverszünetért. 1536 márciusában pécsi, 1537-ben váci püspök lett. Részt vett a váradi béke megkötését megelőző tárgyalásokon. 1539-ben Werbőczyvel Lengyelországban járt, hogy megkérje János király számára Zsigmond király leányát, Izabellát, akit aztán Perényi Péter és homonnai Drugeth István társaságában Budára és Székesfehérvárra elkísért. 1539. november 7-én halt meg Vácott.

## Művei
- Leírta I. Zsigmond lengyel király számára a mohácsi csatát, mely művét legelőször Pyrser Mátyás adta ki Krakkóban 1527-ben: De conflictu Hungarorum cum Turcis ad Mohacz verissima historia címmel; azután Zsámboki János (Sambucus) Bonfini Decasaihoz adott toldalékába bevette (Basiliae, 1568; ennél jobb az 1581. frankfurti kiadás) és külön is megjelent ezen cím alatt: Stephani Broderici narratio de praelio quo ad Mohatzium anno 1526 Ludovicus Hungariae rex periit. Cum commentario Joh. Casp. Khunii. Argentorati, 1688 (magyarra fordította Letenyei János. Buda, 1795)
- Tomicius Péter krakkói püspökkel folytatott levelezése, amely a korabeli történelmet mutatja be, a varsói országos könyvtárban van
- Ábel Jenő (Adalékok 30 l.) egy levelét közli 1512-ből, melyben Janus Pannonius kódexéről tesz említést.
- Brodarics históriája a mohácsi vészről; ford., bev., jegyz. Szentpétery Imre; Lampel, Bp., 1903 (Magyar könyvtár)
- Brodarics históriája a mohácsi vészről; ford., jegyz. Szentpétery Imre, bev. Klaniczay Tibor; hasonmás kiad.; Zrínyi, Bp., 1976
- Igaz leírás a magyaroknak a törökökkel Mohácsnál vívott csatájáról; ford. Kardos Tibor, előszó, jegyz. Szigethy Gábor; Magvető, Bp., 1983 (Gondolkodó magyarok)
- De conflictu Hungarorum cum Solymano Turcarum imperatore ad Mohach historia verissima / Oratio ad Adrianum VI. pontificem maximum; szerk. Kulcsár Péter, Csapodi Csaba; Akadémiai, Bp., 1985 (Bibliotheca scriptorum medii recentisque aevorum)
- Epistulae; szerk., bev., jegyz. Kasza Péter; Argumentum–MOL, Bp., 2012 (Bibliotheca scriptorum medii recentisque aevorum)

## Kapcsolódó szócikk
- A reneszánsz magyar irodalma

| Előde: Sulyok György | Pécsi püspök 1536–1537 | Utóda: Sulyok György |

| Előde: Országh János | Váci püspök 1537–1539 | Utóda: Sbardelatti Ágoston |